# 瀬戸カトリーヌ
瀬戸 カトリーヌ（せと かとりーぬ、1976年1月5日 - ）は、日本の女優、タレント。愛称は、カトちゃん、たかの。世界遺産検定1級取得。母親が元吉本新喜劇の女優である。 ノックアウト所属。

## 人物・来歴
父親がフランス人（パティシエ兼パン職人）で母親が日本人（元吉本新喜劇に在籍していた安田密子）のハーフ。パリで出生後、3歳で来日。当初は母の郷里香川県高松市で生活していたが、早期に父の仕事のために兵庫県神戸市へ転居。日本とりわけ関西圏での生活が長かったことが（話し言葉としての）関西弁常用、宝塚歌劇団・OSK日本歌劇団などの関西舞台芸能との接点が人生の進路を決定付けた。
父はかつて神戸市須磨区の山陽電鉄月見山駅南西の商店街（現在は都市計画道路中央幹線の整備・開通のため商店街は存在しない）にパン店「カトリーヌ」を開業。地元住民や近隣の学生からも利用されていたが1995年1月17日の阪神・淡路大震災で店舗は全壊し神戸市中央区の元町商店街に移転した（現在は閉店）。「フランス人が作るパンとケーキの店カトリーヌ」という看板が掲げてあった。
神戸常盤女子高等学校に在学中、宝塚とOSKの入団試験を受け、1993年にOSKの団員養成学校である日本歌劇学校に合格し入学。同期に朝香櫻子がいる。ちなみに芸名は、自身のファーストネームと母が四国出身だったので瀬戸内海にちなんでつけたとのこと。
2年後の1995年3月の初舞台に向けて諸芸の稽古に努めていたが、一家全員が阪神・淡路大震災被災。全員一命を取り留めるも実家のパン店は全壊。人手及び経済的にも最小限で切り盛りしていたこともあり家業の再建を目指すべく、OSK初舞台の初日付をもって舞台に立つことなく退団。このエピソードは女性週刊誌でも紹介され多くの読者から浅からぬ同情や声援を集めた。またこの体験から震災関連の講演会・シンポジウムにも多数出演している。
退団当初は家族とパン屋再建のために奮闘していたが、日本歌劇学校時代からのダンスの才能と関西弁の陽気な喋りの才能がマナセプロに着目され、家族を神戸に残しひとり上京しデビューする。1997年より芸能活動を開始、翌年から本格的に活動を開始する。その喋りぶりや物怖じしない言動を生かしテレビではリポーターなどバラエティ番組を中心に活動する一方で、舞台でも得意のダンスを生かしミュージカル・軽演劇ジャンルをメインに芸能活動を続ける。役者の仕事のオファーがなかなか来なかったときに三谷幸喜から声を掛けられ、以後三谷の作演出の演劇に出演することがある。その後母の吉本再デビューなどもあり、父一人でパン屋を切り盛りしていたが現在は店をたたみ、関西のさる料理・製菓の専門学校に講師として招かれ後進世代の指導を行っていることを明かした。
2006年8月、3歳年下のビジネスマンの日本人男性（仕事の都合上カナダ在住）と結婚していたことと結婚後も仕事を継続することを発表。
2009年8月、離婚を発表。同年10月『連続人形活劇 新・三銃士』で声優に初挑戦。マナセプロダクションに所属していたが2009年末契約終了。
2017年2月11日放送のTBS『日立 世界・ふしぎ発見!』で「瀬戸たかの」へ改名を発表。
2018年6月1日より ノックアウトに所属「瀬戸カトリーヌ」へ改名
2019年1月 世界遺産検定1級 取得
2022年4月 声優能力検定2級 取得
2022年10月  新国立劇場開場25周年記念公演「レオポルトシュタット」にて、オーディションにより主要キャストのローザ役に選出

## 出演

### テレビドラマ
- 超光戦士シャンゼリオン 第15話（1996年、テレビ東京） - 相良純子 役（高乃リセ 名義）
- ハルモニア この愛の涯て（1998年、日本テレビ） - リナ 役
- 恋セヨ乙女（2002年、NHK） - 平野みどり 役
- もっと恋セヨ乙女（2004年、NHK） - 平野みどり 役
- 芋たこなんきん（2006年10月-、NHK） - 大崎佐和子 役
2006年11月18日には京セラドーム大阪にて、同ドラマのPRも兼ねて、主催者から招待を受けて第33回社会人野球日本選手権大会の開幕試合（ホンダ対和歌山箕島球友会戦）の始球式を務めた。
- ドラマ24 死化粧師 第2話（2007年、テレビ東京） - ゲスト患者の妻 役
- 愛の劇場・温泉へGo!（2008年9月-、TBS） - 麻生さつき 役
- 派遣のオスカル〜少女漫画に愛をこめて 第4話（2009年、NHK） - 佐藤薫 役
- インディゴの夜DX（2010年、東海テレビ） - 由美 役
- お助け屋☆陣八 第8話（2013年2月28日、読売テレビ） - 牟田麗佳 役
- 水曜ミステリー9 ホテルGメン 具志堅陽子の殺人推理2（2014年7月23日、テレビ東京） - 郷田美奈子 役
- おやじの背中 第10話（2014年9月14日、TBS） - 吉野先生役
- 土曜ワイド劇場 おかしな刑事 居眠り刑事とエリート女警視の父娘捜査13（2015年12月26日、テレビ朝日） - 溝口カナエ 役
- 刑事7人 第3話（2019年7月31日、テレビ朝日） - 神崎美穂役
- 新・ミナミの帝王 （2020年1月13日、関西テレビ） - マダム静香 役
- ソロ活女子のススメ 第4話（2021年4月24日、テレビ東京） - ソロ活女子 役
  - ソロ活女子のススメ5 第10話（2025年6月5日）
- 相棒season20 第4話（2021年11月3日、テレビ朝日） - 宮森由佳 役
- SUPER RICH 第10話（2021年12月16日、フジテレビ） - 木島桃子 役
- ムチャブリ! わたしが社長になるなんて　第3話 (2022年1月26日、日本テレビ) - 堂島 役
- 初恋の悪魔（2022年7月16日 - 9月24日、日本テレビ） - 尾白詠子 役[7]
- ダーウィンが行く!?（2024年8月20日、NHK総合） - 野村今日子 役[8]

### 映画
- 自由戀愛（2005年） - 千鳥役
- ×ゲーム2（2012年4月、ジョリー・ロジャー） - 山内涼子 役
- サラリーマンNEO 劇場版(笑)（2011年） - キャディー 役
- 清須会議（2013年） - 小袖 役
- DESTINY 鎌倉ものがたり（2017年）
- 十年 Ten Years Japan （2018年）

### 人形劇
- 連続人形活劇 新・三銃士（2009年10月-、NHK） - アンヌ王妃、コクナール役（声優）

### ラジオ
- 東貴博のヤンピース　BITTER SWEET CAFE 「おいらの花火」（2007年6月25日 - 28日、ニッポン放送）
- ザ・ジョーカー（2007年11月-、ABCラジオ） - 由紀 役（声優）
- 小柳ゆき20周年記念ラジオドラマ「小柳ゆきのキスを数えましょう」第1 - 3話（2018年、FM FUJI） - 小柳ゆき 役

### バラエティほか
- 晴れるヤ夢街道!浪花雪之丞一座（1998年 - 1999年 読売テレビ）
- アッコにおまかせ!（1999年 - 2000年頃、TBS） - 準レギュラー
- 世界・ふしぎ発見!（TBS） - ミステリーハンター（2024年の最終回まで23年間務める）
- たかじん胸いっぱい（関西テレビ）
- イキだね!わたしの東京時間（NHK総合*関東地方ローカル） - 加藤紀子と共にゲスト出演
- こんなステキなにっぽんが（NHK-BS）
- "がれきの町"からのエール〜神戸から南三陸町へ〜（2012年2月26日、NHK総合） - 語り
- あさイチ（NHK総合）
- クイズプレゼンバラエティー Qさま!!（テレビ朝日）
- にっぽん百名山（NHK-BS）2017年8月 - 母親と出演
- 趣味どきっ! おひさまライフ 縁側カフェでひなたぼっこ 第4回、第8回 （2018年、NHK総合）
- 大人が知らない日本史の新常識3！なぜ変わった!?教科書ミステリー（2019年、BSフジ） - ナレーション
- パン旅。（2020〜2021年、NHK-BS） - 木南晴夏とロケ
- 速水もこみちの「もこめし」（2020年3月〜4月、BSテレビ東京） - ナレーション
- BSフジサンデースペシャル「日本史の新常識1〜13」（2020年〜、BSフジ） - ナレーション
- 趣味どきっ! 餃子キングダム（2021年、NHK総合） - ユージとゲスト出演
- 旅する地球レストラン!（2021〜2023年、BSフジ） - ナレーション 速水もこみち出演
- ゲームでわかる! SDGs（2021年、BSフジ）
- ごちそんぐDJ（2021年、Eテレ）
- 所さん!事件ですよ（2023年、NHK総合） - ゲスト出演3回
- 今夜はナゾトレ（2023年、フジテレビ）
- 日本遺産物語 2時間スペシャル（2024年、BSフジ） - 旅人

### 舞台
- GIRL's TIME -女の子よ、大志を抱け!-（1996年）
- MaMaと呼ばないで（1998年）
- 彦馬がゆく（2001年）
- オケピ!（2003年）
- MIDSUMMER CAROL ガマ王子 vs ザリガニ魔人（2004年） - 雅美 役
- 恐れを知らぬ川上音二郎一座（2007年）
- EVIL DEAD THE MUSICAL〜死霊のはらわた〜（2009年）
- ドロウジー・シャペロン（2009年）演出：宮本亜門
- 桜の園（2012年） 主演：浅丘ルリ子、演出：三谷幸喜
- ウィズ〜オズの魔法使い〜（2012年・2015年） - 北の善い魔女・アダパール 役
- 吉本百年物語 日本全国、テレビで遊ぼ（2012年12月） - 西川ヘレン 役
- イット・ランズ・イン・ザ・ファミリー（2014年） 演出：山田和也
- 吉良ですが、なにか?（2014年） 主演：伊東四朗、作：三谷幸喜、演出：ラサール石井
- エドウィン・ドルードの謎（2016年4月、シアタークリエ） - ヘレナ・ランドレス 役
- リトル・ナイト・ミュージック（2018年、日生劇場）主演：大竹しのぶ
- スケリグ （2019年） 演出：ウォーリー木下
- スケリグ再演 （2020年7月31〜8月16日） 紀伊國屋サザンシアター他、旅公演
- ピーターパン（ブロードウェイミュージカル）40周年（2021年）演出：森新太郎
- レオポルトシュタット 新国立劇場 開場25周年記念公演（2022年10月） 演出家：小川絵里子
- 大阪環状線 天満駅編 うちの家族は日本一やねん! 松竹座（2022年11月〜12月） - 岩井あかり 役
- 斑鳩の王子 -戯史 聖徳太子伝 IMM THEATER こけら落とし公演（2024年1月〜2月） - 演出：水田伸生、主演：明石家さんま [9]
- スイートホーム ビターホーム 大阪松竹座他（2025年12月〈予定〉） - 田辺舞子 役[10]

### その他
- 世界一周料理の旅 in Tokyo（旅チャンネル）